# The Doctor
The Doctor (no Brasil, Golpe do Destino) é um filme americano de 1991, dirigido por Randa Haines e estrelado por William Hurt como um médico que sofre uma transformação em suas visões sobre a vida, a doença e as relações humanas após se tornar paciente.

## Elenco principal
- William Hurt: Md. Jack MacKee
- Christine Lahti: Anne MacKee
- Elizabeth Perkins: June Ellis
- Mandy Patinkin: Md. Murray Kaplan
- Adam Arkin: Md. Eli Blumfield
- Charlie Korsmo: Nicky MacKee
- Wendy Crewson: Md. Leslie Abbott

## Enredo
O médico Jack MacKee (William Hurt) é um renomado cirurgião em um grande hospital de ensino. Ele e sua esposa possuem uma vida confortável devido ao dinheiro ganho por ele. Entretanto, Jack trabalha tanto que mal tem tempo para passar um tempo com a mulher e o filho pequeno. O seu relacionamento com a mulher é extremamente frio. Pior ainda é seu modo de tratar os pacientes, que geralmente estão muito doentes.
Um dia, após um jantar, Jack tem um acesso de tosse. Eles ficam espantados após ele apresentar hemoptise. Ele vai ao médico e realiza uma biópsia, constatando câncer de laringe.
Ele experimenta, então, o lado do paciente na doença, ao invés do lado que ele conhecia, o do médico. Ele percebe, então, o quão frio é o tratamento ao paciente dentro dos hospitais e o quão ruim pode ser o tratamento dos médicos, seu colegas. Ele começa a empatizar com os paciente, algo totalmente novo para ele. Ele torna-se amigo de June Ellis, uma paciente que possui um tumor inoperável no cérebro.
Enquanto que o câncer de Jack é tratado e curado, June morre. A experiência muda Jack para sempre. Quando ele volta a trabalhar, ele começa a ensinar aos internos a importância de mostrar compaixão e sensibilidade aos pacientes, tornando-os, assim, médicos melhores.